# Средний Самовец
Средний Самовец — поселок в Эртильском районе Воронежской области.
Входит в состав Самовецкого сельского поселения.

## География
В посёлке имеется одна улица — Парковая.
С востока - небольшой водоём.

## Население
| 2000 | 2010 |
| ---- | ---- |
| 42   | ↘8   |